# Trierischer Volksfreund
Le Trierischer Volksfreund est un journal quotidien allemand local diffusé à Trèves, dans le Land de Rhénanie-Palatinat.

## Histoire
Le journal est fondé en 1875 par Nikolaus Koch et Nikolaus Philippi. Initialement publié sous le nom de Trierisches Anzeigenblatt, le journal paraît trois fois par semaine, puis quotidiennement. Le journal paraît pour la première fois le 25 septembre 1878 sous le titre Trierischer Volksfreund, et à partir de 1903 même deux fois par jour. Il est politiquement proche du Zentrum.
Le 30 avril 1938, le journal est interdit par les nazis. À partir de 1946, le journal est réédité, d'abord sous le nom de Trierische Volkszeitung, mais à partir de 1949 sous le titre qui existe encore aujourd'hui.
Quand le Trierische Landeszeitung cesse ses activités en 1974, le TV devient le seul quotidien du district de Trèves. En 2003, le journal reçoit le prix du journalisme local de la Fondation Konrad-Adenauer.
Depuis 1996, TV détient également des parts dans le journal publicitaire local Wochenspiegel. L'Office fédéral de lutte contre les cartels a connaissance de cette acquisition dans le cadre d'une autre procédure au cours de l'été 2004 et engage une procédure de contrôle des fusions. La fusion permettrait de renforcer la position dominante de la Volksfreund-Druckerei sur le marché publicitaire régional. L'Office fédéral interdit en mai 2005 la fusion entre la Volksfreund-Druckerei Nikolaus Koch GmbH, qui fait alors partie du groupe Holtzbrinck, et la Wochenspiegel GmbH & Co. KG.
En juillet 2014, l'éditeur met en service une nouvelle presse à imprimer, une presse offset rotative de type Cortina de KBA.

## Édition
Le 1er janvier 2013, le Rheinische Post Mediengruppe reprend la majorité par la Saarbrücker Zeitung Medienhaus GmbH. Le journal appartient auparavant à la maison d'édition Georg von Holtzbrinck, qui détenait depuis 1974 une participation de 15% dans Trierischer Volksfreund. Après le décès de l'éditrice Luise Koch en 1993, les actions de l'entreprise vont finalement entièrement à la Saarbrücker Zeitung Medienhaus GmbH, dans laquelle le groupe Holtzbrinck détenait une participation majoritaire de 52,33%. Cette part est transférée au copartenaire GSB au cours de l'année 2012, puis vendue au Rheinische Post Mediengruppe.
Le Volksfreund continue à fonctionner de manière indépendante, tant sur le plan rédactionnel que opérationnel. Le journal continue de disposer d'une équipe éditoriale complète, mais reçoit également des rapports et des commentaires de la rédaction de la capitale berlinoise de la Berliner Medienservice GmbH (BMS), qui fait partie du groupe de journaux de Sarrebruck, et de son pool d'information, dont l'équipe éditoriale est située avec le Saarbrücker Zeitung à Sarrebruck.